# Tage Danielsson
Tage Danielsson (5 de febrero de 1928 - 13 de octubre de 1985) fue un escritor, poeta, guionista, director, actor y humorista de nacionalidad sueca, conocido por su colaboración artística con Hans Alfredson.

## Biografía

### Inicios
Su nombre completo era Tage Ivar Roland Danielsson, y nació en Linköping, Suecia, siendo sus padres Ivar (1891–1972) y Elsa Danielsson (1898–1974). Tenía un hermano mayor, Karl (1922–2000), y uno menor, Sören (1939–1947).
Ya en la escuela, un profesor persuadió a sus padres para que le dejaran formar parte de la compañía teatral del centro. Finalizó sus estudios escolares en 1948 y con buenos resultados. Tras graduarse, en 1949 ingresó en la Universidad de Upsala, formando parte de la fraternidad Östgöta nation, donde coincidió con Hatte Furuhagen. 

### Sveriges Radio, Hasse y Tage

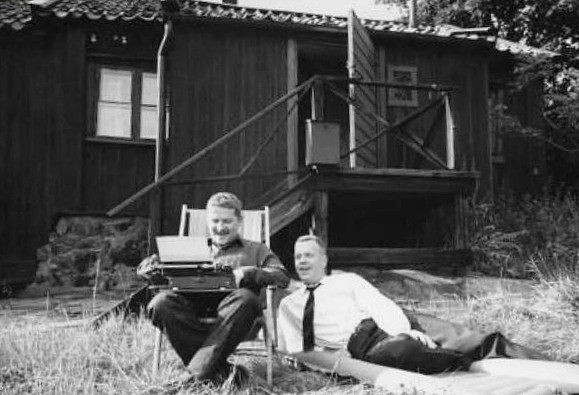
Hasse y Tage en la década de 1960

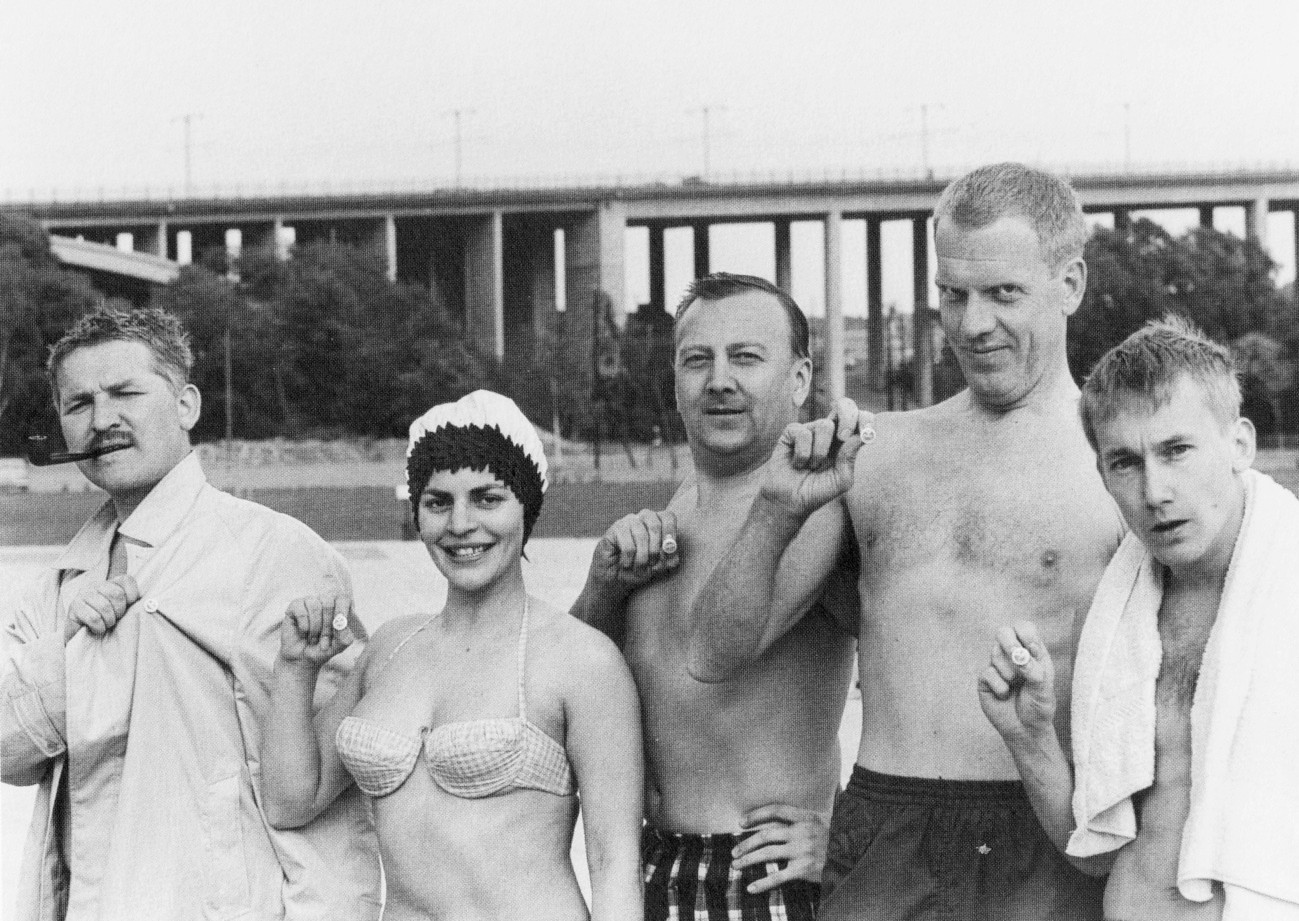
Desde la izq.: Hans Alfredson, Lissi Alandh, Mille Schmidt, Tage Danielsson y Gösta Ekman en 1962

Terminados sus estudios, Danielsson fue contratado por Sveriges Radio, donde en 1954 participó en su primer programa, Andersson i nedan, y en 1959 creó el show Sommar. En sus años radiofónicos conoció a Hans Alfredson, con el cual formó la pareja artística Hasse och Tage|, la cual dominó el entretenimiento sueco en los años 1960 y 1970. Su colaboración fue la base para la compañía AB Svenska Ord.
Juntos, Hans Alfredson y Tage Danielsson produjeron muchas revistas, entre ellas Gula Hund (1964) y Svea Hund på Göta Lejon (1976), así como películas tales como Att angöra en brygga (1965) y Picassos äventyr (1978). Su última producción juntos fue Fröken Fleggmans mustasch (1982).

### Libros, últimos años
Además, Tage Danielsson escribió varios libros. Alguno de ellos fueron Sagor för barn över 18 år (1964) y Tage Danielssons Postilla (1965). Dirigió las películas Mannen som slutade röka (1972) y Ronja Rövardotter (1984), y escribió el libreto del musical Animalen (1979), cuya música compuso Lars Johan Werle. Danielsson se hizo muy conocido por escribir Sagan om Karl-Bertil Jonssons julafton, historia que se adaptó para la pantalla bajo la dirección de Per Åhlin, artista a menudo colaborador de Hasse y Tage. También escribió y llevó a la pantalla Herkules Jonssons storverk en 1969, y presentó junto a Ulla Danielsson el programa infantil televisivo Klotet en 1973.
Tage Danielsson falleció en Linköping, Suecia, en 1985, poco después de participar en el evento cultural humanistdygnet, a causa de las complicaciones de un melanoma. Se celebró su funeral en el Cementerio Skogskyrkogården de Estocolmo, y fue enterrado en el Cementerio Lidingö kyrkogård. Había estado casado con Märta-Stina Köhler. 

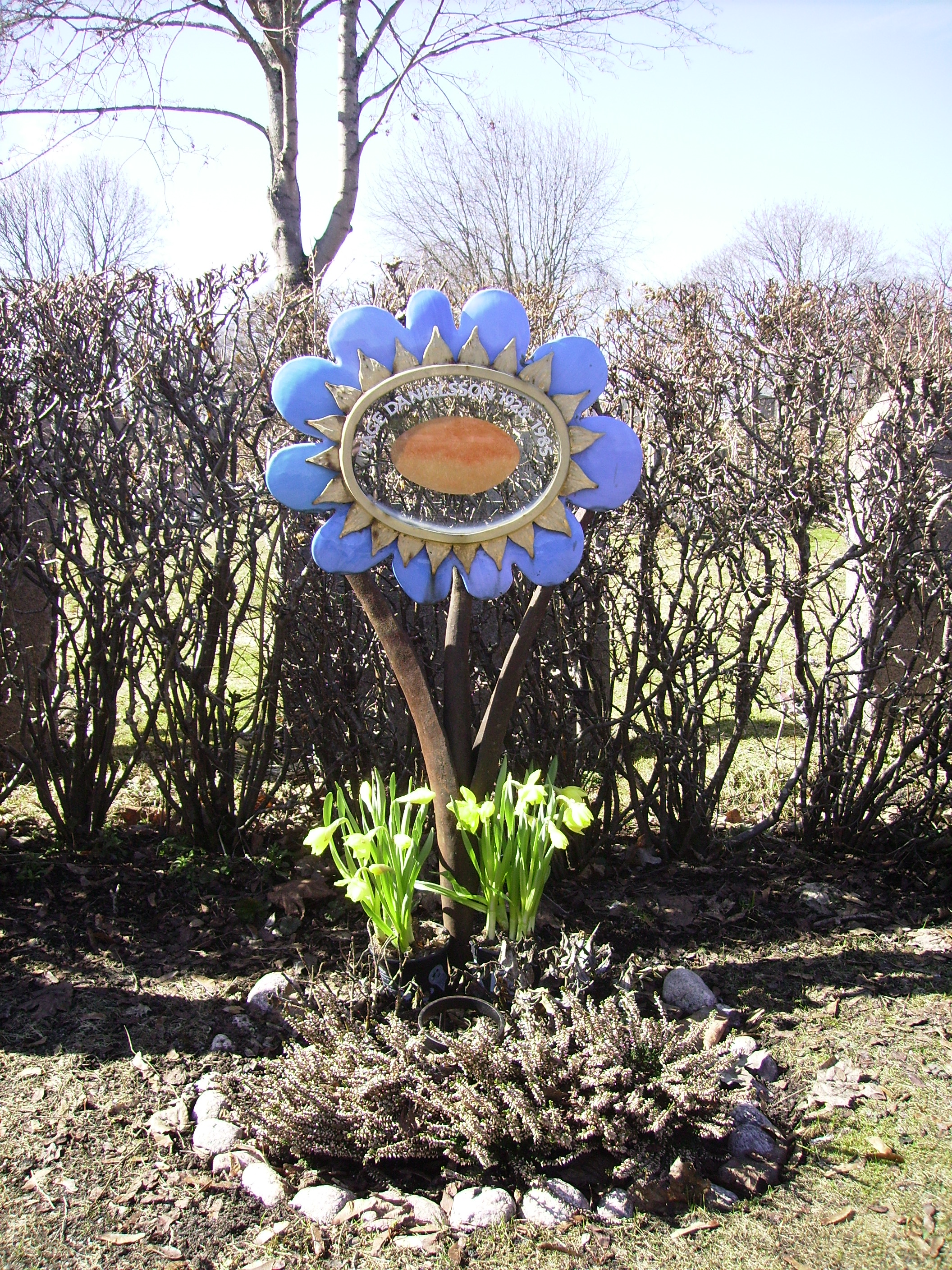
Tumba de Tage Danielsson

## Filmografía
- 1964 : Svenska bilder (actor y director)
- 1965 : Att angöra en brygga (actor y director)
- 1967 : Mosebacke Monarki (serie TV, actor y director)
- 1967 : Skrållan, Ruskprick och Knorrhane (actor)
- 1968 : I huvet på en gammal gubbe (actor y director)
- 1969 : Herkules Jonssons storverk (serie TV, actor y director)
- 1971 : Äppelkriget (actor y director)
- 1972 : Mannen som slutade röka (actor y director)
- 1973 : Klotet (actor y director)
- 1975 : Ägget är löst! (actor)
- 1975 : Släpp fångarne loss – det är vår! (actor y director)
- 1975 : Sagan om Karl-Bertil Jonssons julafton (actor)
- 1978 : Picassos äventyr (actor y director)
- 1981 : Sopor (director)
- 1983 : P&B (actor)
- 1984 : Ronja Rövardotter (director)
- 1985 : Falsk som vatten (actor)

## Teatro
- 1964 : Gula hund, de Hans Alfredson y Tage Danielsson, dirección de Tage Danielsson, Chinateatern[5]
- 1969 : Spader, Madame!, de Hans Alfredson y Tage Danielsson, dirección de Tage Danielsson, Teatro Oscar[6][7]

## Libros sobre Tage Danielsson
- Göran, Tonström (1994).  Ica, ed. Hasse och Tage och deras Svenska ord.
- Staffan Schöier y Stefan Wermelin (2005).  Bonnier, ed. Hasse & Tage Svenska Ord & Co Saga & Sanning.
- Klas Gustafson (2008).  Wahlström & Widstrand, ed. Tage Danielssons tid.

## Premios
- 1968 : Premio especial Karl Gerhard (junto a Hans Alfredson)
- 1969 : Beca Gustaf Fröding
- 1972 : Premio Guldbagge al mejor director por Äppelkriget
- 1972 : Beca Evert Taube (junto a Hans Alfredson)
- 1976 : Magnoliapriset (junto a Hans Alfredson)
- 1980 : Doctorado honoris causa de la Universidad de Linköping
- 1980 : Premio Lisebergsapplåden (junto a Hans Alfredson)
- 1981 : Litteris et Artibus